# Patellapis
Patellapis is een geslacht van vliesvleugelige insecten van de familie Halictidae.

## Soorten
- P. aberdarica (Cockerell, 1945)
- P. abessinica (Friese, 1916)
- P. albipilata (Walker, 1996)
- P. albofasciata (Smith, 1879)
- P. albofilosa (Cockerell, 1937)
- P. albolineola (Meade-Waldo, 1916)
- P. alopex (Cockerell, 1937)
- P. andersoni (Cockerell, 1945)
- P. andreniformis (Friese, 1925)
- P. andrenoides (Friese, 1909)
- P. assamica (Blüthgen, 1926)
- P. atricilla (Cockerell, 1940)
- P. ausica (Cockerell, 1945)
- P. azurea (Pauly, 2007)
- P. baralonga (Cockerell, 1939)
- P. bedana (Blüthgen, 1926)
- P. benoiti (Pauly, 1989)
- P. bihamata (Blüthgen, 1926)
- P. bilineata (Friese, 1909)
- P. binghami (W. F. Kirby, 1900)
- P. braunsella Michener, 1978
- P. burmana (Blüthgen, 1926)
- P. buruana (Blüthgen, 1926)
- P. burungana (Cockerell, 1937)
- P. burungensis (Cockerell, 1937)
- P. calvini (Cockerell, 1937)
- P. calviniensis (Cockerell, 1934)
- P. capillipalpis (Cockerell, 1946)
- P. carinostriata (Pauly, 1984)
- P. castanea (Benoist, 1962)
- P. celebensis (Blüthgen, 1931)
- P. cerealis (Cockerell, 1945)
- P. cincticauda (Cockerell, 1946)
- P. cinctifera (Cockerell, 1946)
- P. cinctulella (Cockerell, 1946)
- P. coccinea (Benoist, 1962)
- P. communis (Smith, 1879)
- P. concinnula (Cockerell, 1946)
- P. corallina (Benoist, 1944)
- P. chubbi (Cockerell, 1937)
- P. dapanensis (Blüthgen, 1926)
- P. delphinensis (Benoist, 1964)
- P. disposita (Cameron, 1905)
- P. dispositina (Cockerell, 1934)
- P. erythropyga (Benoist, 1964)
- P. fisheri Pauly, 2001
- P. flacourtiae (Pauly, 2007)
- P. flavofasciata (Friese, 1915)
- P. flavorufa (Cockerell, 1937)
- P. flavovittata (W. F. Kirby, 1900)
- P. formosicola (Blüthgen, 1926)
- P. fuliginosa (Cockerell, 1937)
- P. gabonensis (Pauly, 1989)
- P. glabra (Pauly, 1989)
- P. gowdeyi (Cockerell, 1937)
- P. hargreavesi (Cockerell, 1946)
- P. harunganae (Pauly, 1989)
- P. heterozonica (Cockerell, 1937)
- P. hirsuta (Pauly, 1984)
- P. inelegans (Benoist, 1964)
- P. interstitialis (Cameron, 1903)
- P. intricata (Vachal, 1894)
- P. ivoirensis (Pauly, 1989)
- P. javana (Blüthgen, 1926)
- P. joffrei (Benoist, 1962)
- P. kabetensis (Cockerell, 1937)
- P. kalutarae (Cockerell, 1911)
- P. kamerunensis (Friese, 1914)
- P. katangensis (Cockerell, 1934)
- P. kavirondica (Cockerell, 1945)
- P. keiseri (Benoist, 1964)
- P. kinabaluensis (Pauly, 2007)
- P. kivuensis (Pauly, 1989)
- P. kivuicola (Cockerell, 1937)
- P. knysnae (Cockerell, 1945)
- P. kocki (Blüthgen, 1931)
- P. kristenseni (Friese, 1915)
- P. leonis (Cockerell, 1940)
- P. lepesmei (Benoist, 1944)
- P. limbata (Benoist, 1962)
- P. liodoma (Vachal, 1894)
- P. lioscutalis (Pesenko & Wu, 1997)
- P. lombokensis (Blüthgen, 1926)
- P. lyalli (Pauly, 2001)
- P. macrozonia (Cockerell, 1937)
- P. malachurina (Cockerell, 1937)
- P. mandrakae Pauly, 2001
- P. merescens (Cockerell, 1919)
- P. micropastina (Cockerell, 1940)
- P. microzonia (Cockerell, 1937)
- P. minima (Friese, 1909)
- P. minutior (Friese, 1909)
- P. mirandicornis (Cockerell, 1939)
- P. montagui (Cockerell, 1941)
- P. moshiensis (Cockerell, 1937)
- P. mosselina (Cockerell, 1945)

- P. murbana (Blüthgen, 1931)
- P. neavei (Cockerell, 1946)
- P. nefasitica (Cockerell, 1935)
- P. negritica (Blüthgen, 1926)
- P. neli (Cockerell, 1937)
- P. nilssoni Pauly, 2001
- P. nomioides (Friese, 1909)
- P. obscurescens (Cockerell, 1940)
- P. ochracea (Pauly, 1989)
- P. pachyvertex (Pauly, 2007)
- P. pallidicincta (Cockerell, 1933)
- P. pallidicinctula (Cockerell, 1939)
- P. partita (Cockerell, 1933)
- P. pastina (Cockerell, 1937)
- P. pastinella (Cockerell, 1939)
- P. pastiniformis (Cockerell, 1939)
- P. pastinops (Cockerell, 1941)
- P. patriciformis (Cockerell, 1933)
- P. pearsoni (Cockerell, 1933)
- P. pearstonensis (Cameron, 1905)
- P. penangensis (Blüthgen, 1926)
- P. perineti (Benoist, 1954)
- P. perlucens (Cockerell, 1933)
- P. perpansa (Cockerell, 1933)
- P. picturata (Benoist, 1962)
- P. platti (Cockerell, 1937)
- P. plicata (Pauly, 1989)
- P. pondoensis (Cockerell, 1937)
- P. probita (Cockerell, 1933)
- P. promita (Cockerell, 1934)
- P. pseudonomioides (Pauly, 2001)
- P. pseudothoracica (Blüthgen, 1926)
- P. puangensis (Cockerell, 1937)
- P. pubens (Benoist, 1964)
- P. pulchricincta (Cockerell, 1933)
- P. pulchrihirta (Cockerell, 1933)
- P. pulchrilucens (Cockerell, 1943)
- P. punctifrons (Pauly, 1984)
- P. reticulosa (Dalla Torre, 1896)
- P. retigera (Cockerell, 1940)
- P. rothschildiana (Vachal, 1909)
- P. rubrotibialis (Cockerell, 1946)
- P. rufobasalis (Alfken, 1930)
- P. ruwensorensis (Strand, 1911)
- P. sanguinibasis (Cockerell, 1939)
- P. schultzei (Friese, 1909)
- P. semipastina (Cockerell, 1940)
- P. serrifera (Cockerell, 1937)
- P. sidula (Cockerell, 1937)
- P. sigiriella (Cockerell, 1911)
- P. spinulosa (Cockerell, 1941)
- P. stanleyi (Cockerell, 1945)
- P. stirlingi (Cockerell, 1910)
- P. striata (Pauly, 1989)
- P. suarezensis (Benoist, 1962)
- P. sublustrans (Cockerell, 1919)
- P. subpatricia (Strand, 1911)
- P. subvittata (Cockerell, 1937)
- P. suprafulva (Cockerell, 1946)
- P. tecta (Pauly, 1989)
- P. tenuicincta (Cockerell, 1939)
- P. tenuihirta (Cockerell, 1939)
- P. tenuimarginata (Friese, 1925)
- P. terminalis (Smith, 1853)
- P. territa (Cockerell, 1937)
- P. tinctula (Cockerell, 1937)
- P. trachyna (Pesenko & Wu, 1997)
- P. trifilosa (Cockerell, 1945)
- P. trizonula (Friese, 1909)
- P. tshibindica (Cockerell, 1939)
- P. unifasciata (Cockerell, 1937)
- P. upembensis (Pauly, 1989)
- P. vanaja (Blüthgen, 1926)
- P. villosicauda (Cockerell, 1937)
- P. vincta (Walker, 1860)
- P. viridifilosa (Cockerell, 1946)
- P. vittata (Smith, 1853)
- P. vumbensis (Cockerell, 1940)
- P. weisi (Friese, 1915)
- P. wenzeli (Pauly, 2001)
- P. yunnanica (Pesenko & Wu, 1997)
- P. zacephala (Cockerell, 1937)
- P. zaleuca (Cockerell, 1937)